# Immanente kritiek
Kritiek is immanente kritiek wanneer zij de criteria voor de beoordeling van een (filosofische) positie ontleent aan deze positie zelf. Immanente kritiek werd in de geschiedenis van de filosofie voor het eerst expliciet beoefend in G.W.F. Hegels werk Phänomenologie des Geistes. Volgens hem kan een positie niet weerlegd worden door kritiek die vooraf gegeven criteria uitwendig op deze positie toepast. Het was evenwel niet Hegels bedoeling deze positie slechts te weerleggen, maar ook op te heffen.